# Версети Регулар
Версети Регулар, познат и као Версети, је словни фонт без завршетака (санс-сериф). Може се користити за комерцијалне и личне пројекте. Постао је доступан 2022. године под лиценцом Licence Amicale, која омогућава дељење фонт фајлова са пријатељима и колегама.
Версети је рачунарски фонт који се бесплатно дистрибуира (као freeware), а дизајнирао га је грчки графички дизајнер Филипос Фрањојанис у сарадњи са типографом Ричардом Мандоном.
Версети Регулар је инспирисан хуманистичким и геометријским елементима дизајна. Приликом креирања Версетија, дизајнери су користили принципе из ранијег фонтa отвореног кода под називом MgOpen Moderna.
Фонт садржи 326 глифа, укључујући бројеве, симболе, знакове интерпункције и дијакритичке знаке. То значи да се може користити за све европске језике који користе латинично писмо. Версети је оптимизован за употребу у веб-дизајну. Доступан је за преузимање у следећим форматима: OTF, TTF, WOFF, WOFF2.